# Eugène Prévinaire

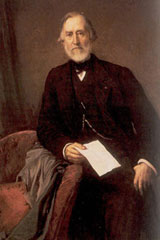
Eugène Prévinaire

Eugène Marie Ignace Prévinaire (Leuven, 16 oktober 1805 - Brussel, 22 juni 1877) was een Belgisch industrieel, liberaal volksvertegenwoordiger en van 1870 tot 1877 gouverneur van de Nationale Bank van België.

## Biografie
Eugène Prévinaire kwam uit een burgerlijke, gefortuneerde familie. Zijn vader, Eugène Previnaire, was secretaris en archivaris van de Burgerlijke Godshuizen van Leuven. Zijn moeder was Marie-Catherine van Uje. Hij trouwde met Séraphine Prévinaire, dochter van Théodore Prévinaire, textielfabrikant en burgemeester van Sint-Jans-Molenbeek, en schoonzus van Frédéric Fortamps, industrieel en senator. Hij was een oom van Edmond Willems, brouwer, burgemeester van Wespelaar en senator.
Hij studeerde aan het lyceum van Brussel en daarna aan de Rijksuniversiteit Leuven (1823-1827). In 1826 trad hij in dienst bij het ministerie van Binnenlandse Zaken. De Belgische Revolutie onderbrak zijn loopbaan. In 1832 werd hij afdelingshoofd en secretaris van de Landbouwcommissie van de provincie Brabant.
In 1839 richtte Prévinaire in Huizingen een katoenspinnerij op en behartigde de belangen van verschillende familiebedrijven.
Hij werd liberaal volksvertegenwoordiger voor het arrondissement Brussel in 1848 en vervulde dit mandaat tot in 1864.
In 1850 werd hij bankier bij de Nationale Bank van België:
- 1850-1864: directeur-bestuurder,
- 1864-1870: vicegouverneur,
- 1870 tot aan zijn dood: gouverneur van de Nationale Bank van België, in opvolging van François-Philippe de Haussy.